# Shot (album)
Albums de The Jesus Lizard
Down
(1994) Blue
(1998)
Shot est le cinquième album de The Jesus Lizard. Sorti en 1996, il est le premier album du groupe pour le label Capitol Records.

## Titres
| 1.    | Thumper                    | 3:32 |
| 2.    | Blue Shot                  | 4:14 |
| 3.    | Thumbscrews                | 3:11 |
| 4.    | Good Riddance              | 3:16 |
| 5.    | Mailman                    | 3:27 |
| 6.    | Skull of A German          | 3:43 |
| 7.    | Trephination               | 3:35 |
| 8.    | More Beautiful Than Barbie | 2:51 |
| 9.    | Too Bad About The Fire     | 4:01 |
| 10.   | Churl                      | 2:54 |
| 11.   | Now Then                   | 2:35 |
| 12.   | Inamorata                  | 3:06 |
| 13.   | Pervertedly Slow           | 2:41 |
| 43:00 |                            |      |